# 駒城駅
駒城駅（クソンえき）は大韓民国京畿道龍仁市器興区麻北洞にある、首都圏広域急行鉄道A路線および韓国鉄道公社（KORAIL）水仁・盆唐線の駅である。

## 利用可能な鉄道路線
韓国鉄道公社
 水仁・盆唐線 - 駅番号はK235
首都圏広域急行鉄道
 A路線 - 駅番号はX110

## 駅構造

### 水仁・盆唐線
相対式ホーム2面2線の地下駅である。保安用にホームドアシステム（フルスクリーンタイプ）を装備する。
| 1 | 水仁・盆唐線 | 器興・水原・烏耳島・仁川方面 |
| 2 | 水仁・盆唐線 | 竹田・亭子・水西・往十里方面 |

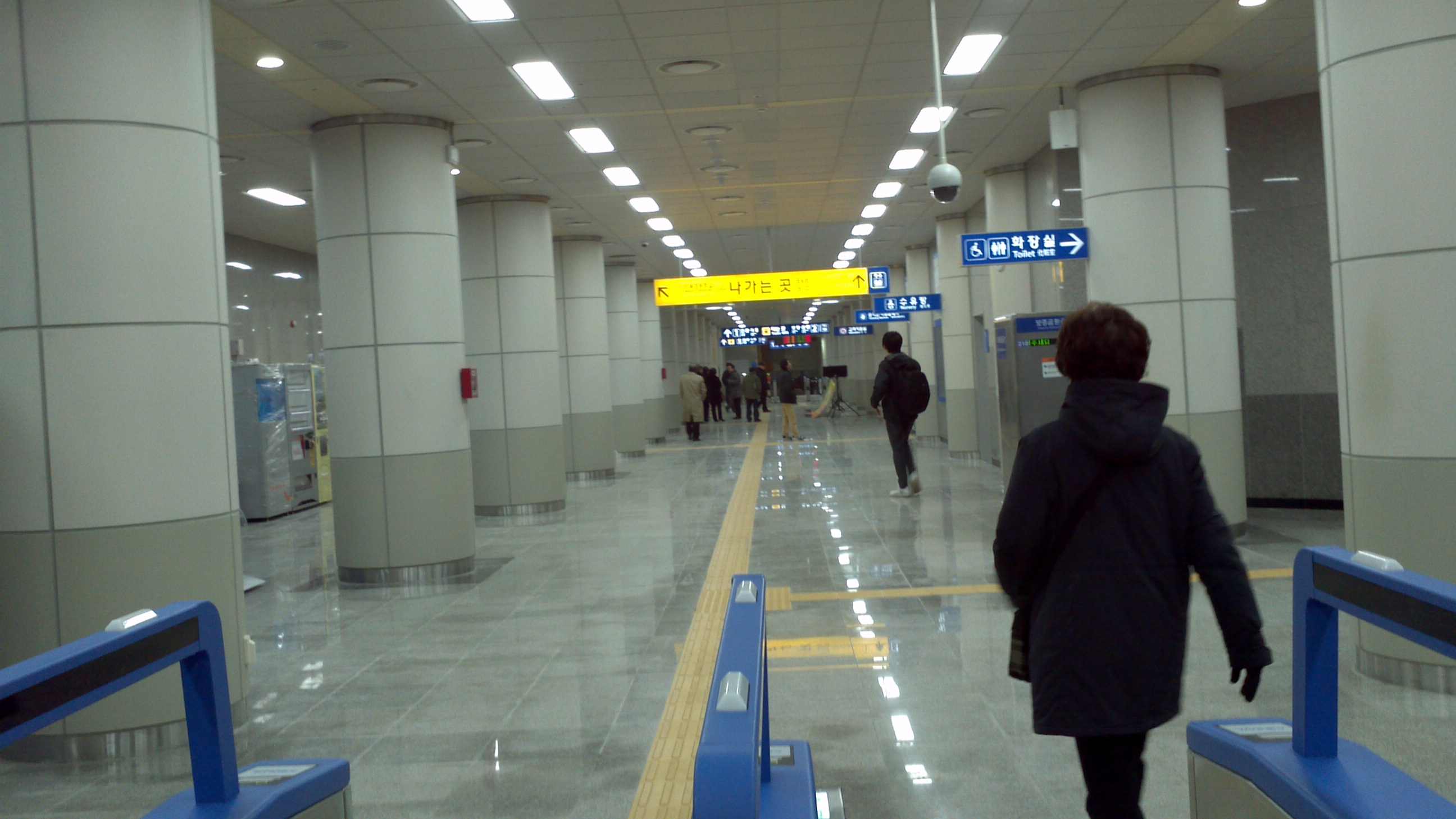
コンコース
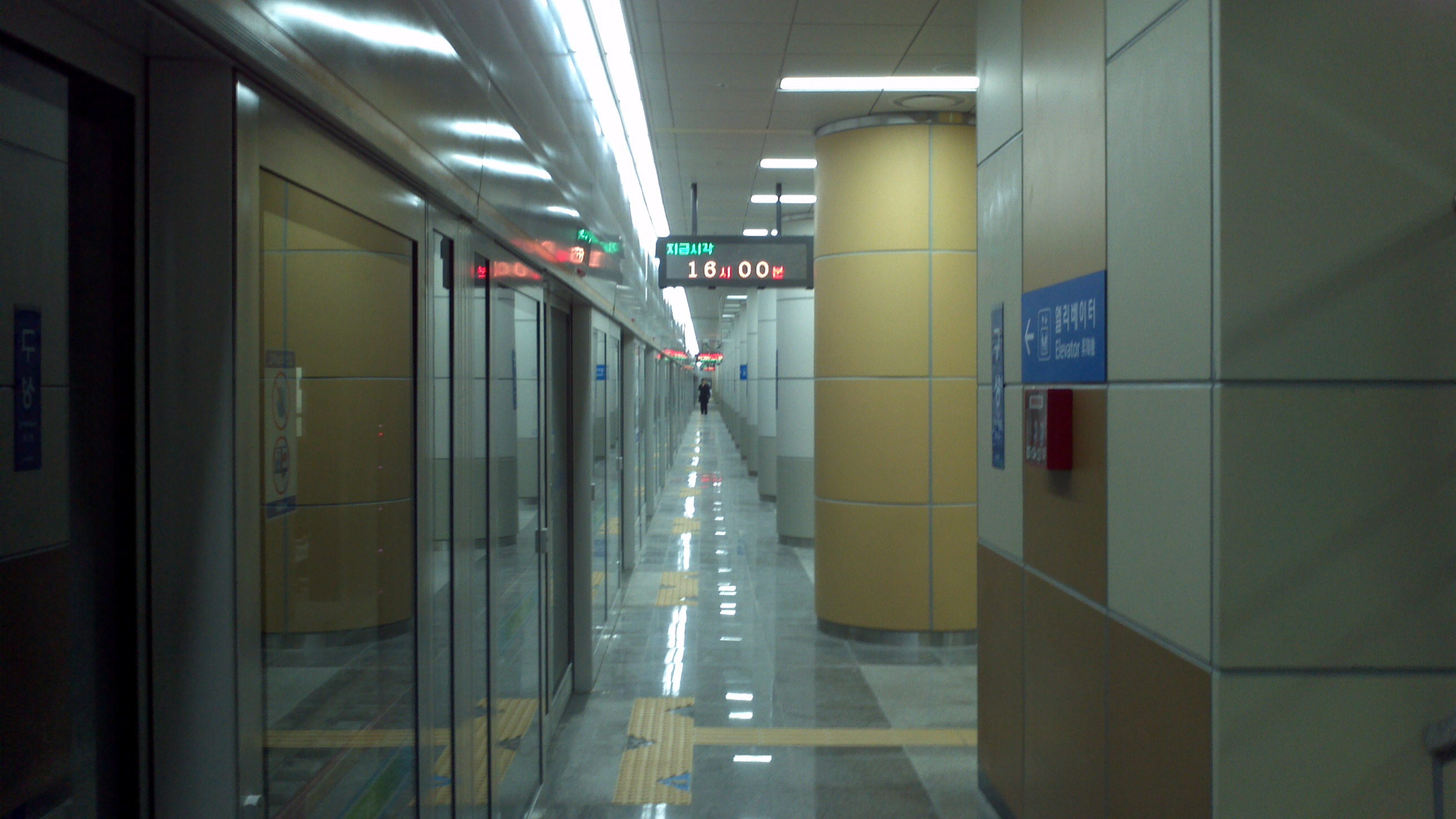
2番ホーム

### 首都圏広域急行鉄道A路線
2面4線相対式ホームであり、ホームドアが設置されている。
| ↑ 城南 |
| \| 下  |
| 東灘 ↓ |

| 上り | 首都圏広域急行鉄道A路線 | 水西方面 |
| 下り | 首都圏広域急行鉄道A路線 | 東灘方面 |

## 利用状況
2011年は開業日の12月28日から12月31日までの4日間を基準にしたものである。
近年の一日平均乗車人員推移は下記の通り。
| 路線         | 路線     | 2010年 | 2011年 | 2012年 | 2013年 | 2014年 | 2015年 | 2016年 | 2017年 | 2018年 | 2019年 | 出典  |
| ------------ | -------- | ------ | ------ | ------ | ------ | ------ | ------ | ------ | ------ | ------ | ------ | ----- |
| 水仁・盆唐線 | 乗車人員 | 未開業 | 2,581  | 3,834  | 4,775  | 5,185  | 5,353  | 5,131  | 4,974  | 4,968  | 5,112  | [ 2 ] |
| 水仁・盆唐線 | 降車人員 | 未開業 | 3,427  | 4,175  | 4,859  | 5,354  | 5,337  | 5,057  | 4,988  | 5,004  | 5,110  | [ 2 ] |
| 路線         | 路線     | 2020年 | 2021年 | 2022年 | 2023年 |        |        |        |        |        |        |       |
| 水仁・盆唐線 | 乗車人員 | 3,736  | 3,982  | 4,508  | 4,172  |        |        |        |        |        |        |       |
| 水仁・盆唐線 | 降車人員 | 3,896  | 4,210  | 4,742  | 4,947  |        |        |        |        |        |        |       |

## 駅周辺
- 警察大学
- カルビン大学校
- イーマートドレーダーズ駒城店
- 麻北初等学校
- 炭川
- ヨンウォン村

## 歴史
- 2011年12月28日 - 開業。
- 2024年6月29日 - 首都圏広域急行鉄道A路線（GTX-A）開通

## 隣の駅
韓国鉄道公社
 水仁・盆唐線
急行
通過
緩行
宝亭駅 (K234) - 駒城駅 (K235) - 新葛駅 (K236)
首都圏広域急行鉄道
 A路線
城南駅 (X109) - 駒城駅 (X110) - 東灘駅 (X111)